# På skinner
På skinner er en dansk dokumentarserie med førerrumsfilm sendt på DR HD første gang i julen 2011 og fulgt op af yderligere en sæson i oktober 2012. På skinner er inspireret af de norske optagelser fra Bergensbanen, som blev lavet i forbindelse med banens 100 års fødselsdag. Syv timers film fra Oslo til Bergen i strålende snelandskab. Programmet går simpelthen ud på at man sætter et kamera op i forruden på et tog, der kører gennem landskabet, og så filmer man ’bare’ turen. 
Med 2. sæson er alle danske jernbaner med persontrafik dækket med undtagelsen af grænsestrækningen Tønder - Niebüll.

## Programmerne

### 1. sæson (julen 2011)
| Sendt             | Strækning                              | Bane                                                                                                | Længde    | Kilometer | Tog                | Operatører          |
| ----------------- | -------------------------------------- | --------------------------------------------------------------------------------------------------- | --------- | --------- | ------------------ | ------------------- |
| 23. december 2011 | København H - Frederikshavn            | Vestbanen, Storebæltsforbindelsen, Den fynske hovedbane, Den østjyske længdebane og Vendsysselbanen | 3t og 40m |           | IR4, IC3           | DSB                 |
| 24. december 2011 | Frederikshavn - Skagen                 | Skagensbanen                                                                                        | 40m       | 40 km     | Desiro             | Nordjyske Jernbaner |
| 24. december 2011 | Københavns Lufthavn, Kastrup - Vanløse | Østamagerbanen og Frederiksbergbanen ( linje M2)                                                    | 40m       |           | Metrotog           | Inmetro             |
| 25. december 2011 | Aarhus - Skjern - Struer               | Skanderborg-Skjern-banen og Den vestjyske længdebane                                                | 3t 40m    |           | Lint 41            | Arriva              |
| 26. december 2011 | Helsingør - København H - Helsingborg  | Kystbanen og Øresundsbanen, samt Citytunneln, Södra stambanan og Västkustbanan i Skåne              | 3t 35m    | 46 km     | Øresundstog og IR4 | DSB Øresund         |
| 27. december 2011 | Hundested - Hillerød                   | Frederiksværkbanen                                                                                  | 2t        | 36 km     | Lint 41            | Lokalbanen          |
| 28. december 2011 | Hillerød - Gilleleje - Helsingør       | Gribskovbanen og Hornbækbanen                                                                       | 2t        | 51 km     | Lint 41            | Lokalbanen          |
| 29. december 2011 | Slagelse - Holbæk                      | Tølløsebanen                                                                                        |           |           | Lint 41            | Regionstog A/S      |
| 30. december 2011 | Holbæk - Nykøbing Sjælland             | Odsherredsbanen                                                                                     |           | 49 km     | IC2, Lint 41       | Regionstog A/S      |
| 31. december 2011 | Køge - Hillerød                        | Køge Bugt-banen, Boulevardbanen og Nordbanen (Linje E)                                              |           | 39 km     | S-tog              | DSB S-tog           |

### 2. sæson (efterårsferien 2012)
| Sendt            | Strækning                   | Bane                                                              | Længde | Kilometer | Tog                 | Operatører          |
| ---------------- | --------------------------- | ----------------------------------------------------------------- | ------ | --------- | ------------------- | ------------------- |
| 15. oktober 2012 | Lemvig - Thyborøn           | Lemvigbanen                                                       | 23m    |           | Y-tog               | Midtjyske Jernbaner |
| 15. oktober 2012 | Frederikssund - Klampenborg | Frederikssundsbanen, Boulevardbanen og Klampenborgbanen (Linje C) | 1t 15m |           | Litra SA            | DSB S-tog           |
| 15. oktober 2012 | Høje Taastrup - Hillerød    | Vestbanen, Boulevardbanen og Nordbanen (Linje B)                  | 1t 15m |           | Litra SA            | DSB S-tog           |
| 15. oktober 2012 | Køge - Farum                | Køge Bugt-banen, Boulevardbanen og Hareskovbanen (Linje A)        | 1t 25m |           | Litra SA            | DSB S-tog           |
| 15. oktober 2012 | Ny Ellebjerg - Hellerup     | Ringbanen (Linje F)                                               | 18m    |           | Litra SA            | DSB S-tog           |
| 16. oktober 2012 | Rødvig - Hårlev             | Østbanen                                                          | 20m    |           | Lint 41             | Regionstog          |
| 16. oktober 2012 | Esbjerg - Fredericia        | Lunderskov-Esbjerg-banen og Fredericia-Vamdrup banen              | 1t 11m |           | Litra MR            | DSB                 |
| 16. oktober 2012 | Flensborg - Kolding         | Vamdrup-Padborg-banen og Fredericia-Vamdrup banen                 | 1t 23m |           | IC3                 | DSB                 |
| 16. oktober 2012 | Nakskov - Nykøbing Falster  | Lollandsbanen                                                     | 46m    |           | IC2                 | Regionstog          |
| 16. oktober 2012 | Svendborg - Odense          | Svendborgbanen                                                    | 46m    |           | Desiro              | DSB                 |
| 17. oktober 2012 | Tønder - Esbjerg            | Bramming-Tønder-banen og Lunderskov-Esbjerg-banen                 | 1t 24m |           | Lint 41             | Arriva              |
| 17. oktober 2012 | Rødby - København           | Sydbanen og Vestbanen                                             | 2t 11m |           | Dobbeltdækker og ME | DSB                 |
| 17. oktober 2012 | Sønderborg - Tinglev        | Sønderborgbanen                                                   | 35m    |           | IR4                 | DSB                 |
| 18. oktober 2012 | Odder - Aarhus              | Odderbanen                                                        | 38m    |           | Y-tog               | Midtjyske Jernbaner |
| 18. oktober 2012 | Grenaa - Aarhus             | Grenaabanen                                                       | 1t 10m |           | Desiro              | DSB                 |
| 18. oktober 2012 | Fredericia - Struer         | Vejle-Holstebro-banen                                             | 2t 4m  |           | IC3                 | DSB                 |
| 18. oktober 2012 | Fakse Ladeplads - Køge      | Østbanen                                                          | 36m    |           | Lint41              | Regionstog          |
| 18. oktober 2012 | Vestamager - Vanløse        | Ørestadsbanen og Frederiksbergbanen (Linje M1)                    | 27m    |           | Metrotog            | Inmetro             |
| 19. oktober 2012 | København - Kalundborg      | Vestbanen og Nordvestbanen                                        | 1t 48m |           | ME og Dobbeltdækker | DSB                 |
| 19. oktober 2012 | Varde - Nørre Nebel         | Varde-Nørre Nebel Jernbane                                        | 42m    |           | Lint 41             | Arriva              |
| 19. oktober 2012 | Jægersborg - Nærum          | Nærumbanen                                                        | 13m    |           | Regiosprinter       | Lokalbanen          |
| 19. oktober 2012 | Helsingør - Hillerød        | Lille Nord                                                        | 31m    |           | Lint 41             | Lokalbanen          |
| 19. oktober 2012 | Hillerød - Tisvildeleje     | Gribskovbanen                                                     | 31m    |           | Lint 41             | Lokalbanen          |
| 19. oktober 2012 | Bjergbanen Lemvig           | Lemvigbanen                                                       | 16m    |           |                     |                     |
| 19. oktober 2012 | Hjørring - Hirtshals        | Hirtshalsbanen                                                    | 23m    |           | Desiro              | Nordjyske Jernbaner |
| 20. oktober 2012 | Esbjerg - Struer            | Den vestjyske længdebane                                          | 2t 42m |           | Lint 41             | Arriva              |
| 20. oktober 2012 | Struer - Thisted            | Thybanen                                                          | 1t 18m |           | Lint 41             | Arriva              |
| 21. oktober 2012 | Næstved - Køge - Roskilde   | Lille Syd                                                         | 1t 6m  |           | Litra MR            | DSB                 |
| 21. oktober 2012 | Vemb - Lemvig               | Lemvigbanen                                                       | 31m    |           | Y-tog               | Midtjyske Jernbaner |